# والتر کونیگ
والتر کونیگ (انگلیسی: Walter Koenig؛ زادهٔ ۱۴ سپتامبر ۱۹۳۶) هنرپیشه اهل ایالات متحده آمریکا است.
از فیلم‌هایی که وی در آن نقش داشته‌است، می‌توان به پیشتازان فضا و رؤیای آبی اشاره کرد.